# Gelete Burka
Pour les articles homonymes, voir Burka.
Gelete Burka Bati (appelée également Gelete Burika), née le 23 janvier 1986 à Kofele, est une athlète éthiopienne spécialiste des courses de demi-fond et de fond. Elle est championne du monde en salle du 1 500 m en 2008 à Valence et vice-championne du monde du 10 000 m en 2015 à Pékin. 

## Biographie
Gelete Burka fait ses débuts sur la scène internationale durant la saison 2003 durant laquelle elle remporte la médaille de bronze de la course individuelle junior des Championnats du monde de cross-country tenus à Lausanne, elle obtient le titre mondial junior deux ans plus tard lors des Mondiaux de Saint-Galmier. Aligné sur 1 500 mètres durant les Championnats du monde sur piste d'Helsinki, l'éthiopienne termine huitième de la finale en 4 min 04 s 77. En fin de saison 2005, elle se classe deuxième du 3 000 m lors de la Finale mondiale de l'IAAF de Monaco. En début d'année suivante, Burka remporte le titre mondial senior de l'épreuve du cross court ainsi que le titre par équipe des Championnats du monde de cross-country de Fukuoka. 
Elle connait quelques déceptions durant l'année 2007. Quatrième des mondiaux de cross, elle ne prend ensuite que la dixième place du 5 000 m des Championnats du monde d'Osaka. En début de saison 2008, Gelete Burka monte sur la troisième marche du podium du 1 500 m des Championnats du monde d'athlétisme « indoor » de Valence, terminant derrière les Russes Yelena Soboleva et Yuliya Fomenko. Cette médaille de bronze se transforme cependant en or quelques années plus tard à la suite du déclassement pour dopage des deux Russes. 
Sélectionnée sur 1 500 m pour les Jeux olympiques de Pékin, l'athlète éthiopienne est éliminée dès les séries. En septembre 2008, Burika établit un nouveau record d'Afrique du Mile en 4 min 18 s 23. Le précédent record était détenu par l'Algérienne Hassiba Boulmerka depuis 1991.
Qualifiée pour la finale du 1 500 m des Championnats du monde de Berlin, Gelete Burka est précipitée au sol par l'Espagnole Natalia Rodríguez alors qu'elle mène la course à 200 m de la ligne d'arrivée. L'Éthiopienne se classe finalement dernière de la course alors que Rodríguez, première au terme de l'ultime sprint, est disqualifiée par le jury de course.
En 2010 et 2012, Burka décroche deux médailles de bronze aux Mondiaux en salle, la première sur 1 500 m et la deuxième sur 3 000 m. Aux Jeux Olympiques de Londres, elle se classe 5e du 5 000 m en 15 min 10 s 66.
Le 24 août 2015, l'Ethiopienne glane la médaille d'argent sur 10 000 m aux Mondiaux de Pékin, après avoir été battu au sprint par la Kenyanne Vivian Cheruiyot. Il s'agit de sa première breloque aux Mondiaux en plein air.

## Palmarès
| Date | Compétition                    | Lieu             | Place | Épreuve       |
| ---- | ------------------------------ | ---------------- | ----- | ------------- |
| 2003 | Championnats du monde de cross | Lausanne         | 3e    | Course junior |
| 2005 | Championnats du monde de cross | St Etienne       | 1re   | Course junior |
| 2005 | Championnats du monde          | Helsinki         | 8e    | 1 500 m       |
| 2005 | Finale mondiale                | Monaco           | 2e    | 3 000 m       |
| 2006 | Championnats du monde de cross | Fukuoka          | 1re   | Cross court   |
| 2007 | Jeux africains                 | Alger            | 1re   | 1 500 m       |
| 2008 | Championnats du monde en salle | Valence          | 1re   | 1 500 m       |
| 2008 | Championnats d'Afrique         | Addis-Abeba      | 1re   | 1 500 m       |
| 2008 | Finale mondiale                | Stuttgart        | 2e    | 1 500 m       |
| 2009 | Championnats du monde          | Berlin           | 10e   | 1 500 m       |
| 2009 | Finale mondiale                | Thessalonique    | 6e    | 1 500 m       |
| 2010 | Championnats du monde en salle | Doha             | 3e    | 1 500 m       |
| 2010 | Championnats d'Afrique         | Nairobi          | 2e    | 1 500 m       |
| 2010 | Ligue de diamant               | Ligue de diamant | 2e    | 1 500 m       |
| 2012 | Championnats du monde en salle | Istanbul         | 3e    | 3 000 m       |
| 2015 | Championnats du monde          | Pékin            | 2e    | 10 000 m      |
| 2015 | Jeux africains                 | Brazzaville      | 3e    | 10 000 m      |
| 2016 | Jeux olympiques                | Rio de Janeiro   | 8e    | 10 000 m      |
| 2018 | Marathon de Paris              | Paris            | 1re   | Marathon      |

### Records personnels
| Épreuve   | Épreuve  | Performance     | Date             | Lieu           | Notes |
| --------- | -------- | --------------- | ---------------- | -------------- | ----- |
| Plein air | 1 500 m  | 3 min 58 s 79   | 30 mai 2010      | Hengelo        |       |
| Plein air | 2 000 m  | 5 min 30 s 19   | 4 septembre 2009 | Bruxelles      |       |
| Plein air | 3 000 m  | 8 min 25 s 92   | 25 juillet 2006  | Stockholm      |       |
| Plein air | 5 000 m  | 14 min 31 s 20  | 27 juin 2007     | Ostrava        |       |
| Plein air | 10 000 m | 30 min 26 s 66  | 12 août 2016     | Rio de Janeiro |       |
| Plein air | Marathon | 2 h 26 min 03 s | 19 janvier 2014  | Houston        |       |
| Salle     | 3 000 m  | 8 min 31 s 94   | 16 février 2008  | Birmingham     |       |